# Iujni (Vimovets)
Iujni - Южный (rus) és un possiólok del krai de Krasnodar, a Rússia. Es troba a la vora del riu Kirpili. És a 20 km al nord-est d'Ust-Labinsk i a 73 km al nord-est de Krasnodar. Pertany al possiólok de Vimovets.